# Adeline (Illinois)
Pour les articles homonymes, voir Adeline.
Adeline est un village situé au nord du comté d'Ogle dans l'Illinois, aux États-Unis,. Il est incorporé le 8 novembre 1882.

## Démographie
Lors du recensement de 2010, le village comptait une population de 85 habitants.

### Source de la traduction
- (en) Cet article est partiellement ou en totalité issu de l’article de Wikipédia en anglais intitulé « Adeline, Illinois » (voir la liste des auteurs).